# Ostre (Góry Sanocko-Turczańskie)
Ostre (803 m n.p.m.) – masyw górski w Górach Sanocko-Turczańskich.
Znajduje się pomiędzy Żukowem a Otrytem, który bywa zaliczany już do Bieszczadów Zachodnich. Od północy ogranicza go dolina rzeki Czarnej, od północnego wschodu – dolina Mszanki, mającej na stokach swoje źródło, natomiast południową granicą jest dolina Głuchego. Na wschodzie łagodnie przechodzi w grzbiet połączony z Magurą Łomniańską; na południu rozwidla się na dwie odnogi, z których zachodnia łączy się z Otrytem, zaś wschodnia biegnie na Ukrainę.
Grzbiet Ostrego przebiega łukiem z zachodu na południe. Południowo-zachodnie stoki są bardziej strome i uformowane w grzbiety, w przeciwieństwie od łagodnych zboczy północnych oraz wschodnich. Począwszy od zachodu, pierwsza, niewybitna kulminacja wznosi się na 672 m n.p.m., nieco dalej na południe odbiega boczne odgałęzienie z Kolasznią (746 m n.p.m.). Dalej grzbiet osiąga Połoń (751 m n.p.m.), z wierzchołkiem wysuniętym na południe, a następnie szczyt 763 m n.p.m., wysyłający na południowy zachód grzbiet zakończony kulminacją Haniów (657 m n.p.m.). Łagodnie wznosi się teraz ku najwyższemu punktowi o wysokości 803 m n.p.m., od którego na południe znajduje się kamieniołom. Dalej na południe jest jeszcze jedno wzniesienie, gdzie grzbiet rozgałęzia się na dwie odnogi. Na południowy wschód biegnie grzbiet w kierunku Berda (786 m n.p.m.), a następnie rozgałęzia się na część wschodnią, połączoną z ukraińskim Garbem Wiliwskim oraz południową, zakończoną doliną Sanu w Smolniku. Ku południowemu zachodowi kieruje się natomiast drugi grzbiet połączony tzw. Chodakiem z pasmem Otrytu.
Pasmo Ostrego jest na ogół porośnięte lasem, z wyjątkiem terenów otaczających je miejscowości: Czarna Dolna i Górna, Polana, Skorodne, Lutowiska oraz Lipie. W okolicy zwornika grzbietu Kolaszni położona jest polana z widokiem na południe.
Przebiegają tędy dwie drogi wojewódzkie. W części zachodniej grzbiet przekracza droga nr 894, przy której na wspomnianej polanie znajduje się parking, zaś grzbietem południowej części prowadzi droga nr 896.